# マダライタチ
マダライタチ(Vormela peregusna)は、食肉目イタチ科マダライタチ属に分類される食肉類。本種のみでマダライタチ属を構成する。
属名Vormelaはドイツ語のWürmleinに由来する。種小名peregusnaはウクライナ語でpolecatを意味する単語perehuznyaに由来する 。マダライタチは一般的にヨーロッパ南東から中国西部にかけての乾燥地帯や草原で見られる。他のイタチの仲間と同じように、脅威にさらされたとき、尻尾の下に隠れた肛門嚢から強い悪臭を示す分泌物を放出することができる。

## 分布
マダライタチはヨーロッパ南東からロシア・中国にわたって見られる。生息域はブルガリア、ジョージア、トルコ、ルーマニア、小アジア、レバノン、シリア、ヨルダン、イスラエル、パレスティナ自治領、アルメニア、アゼルバイジャン、イラン、アフガニスタン、パキスタン北西部、旧ユーゴスラビア、モンゴル、中国、カザフスタン、シベリアのアルタイ草原北部にわたる。1998年にエジプトのシナイ半島でもマダライタチが確認されている。

## 形態

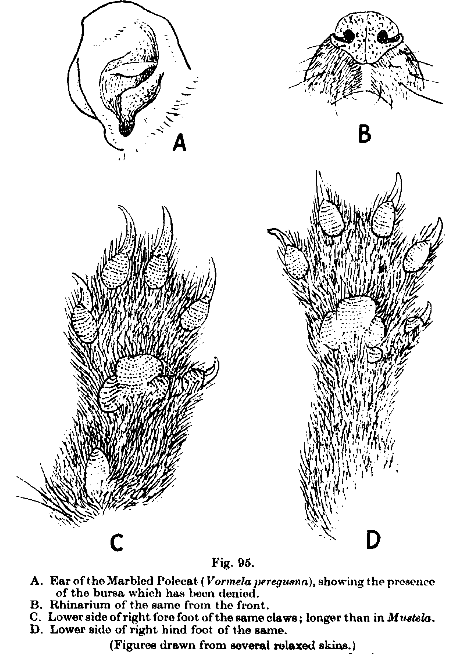
爪,・鼻・耳のイラスト。ポコックによる。The Fauna of British India, including Ceylon and Burma - Mammalia Vol 2

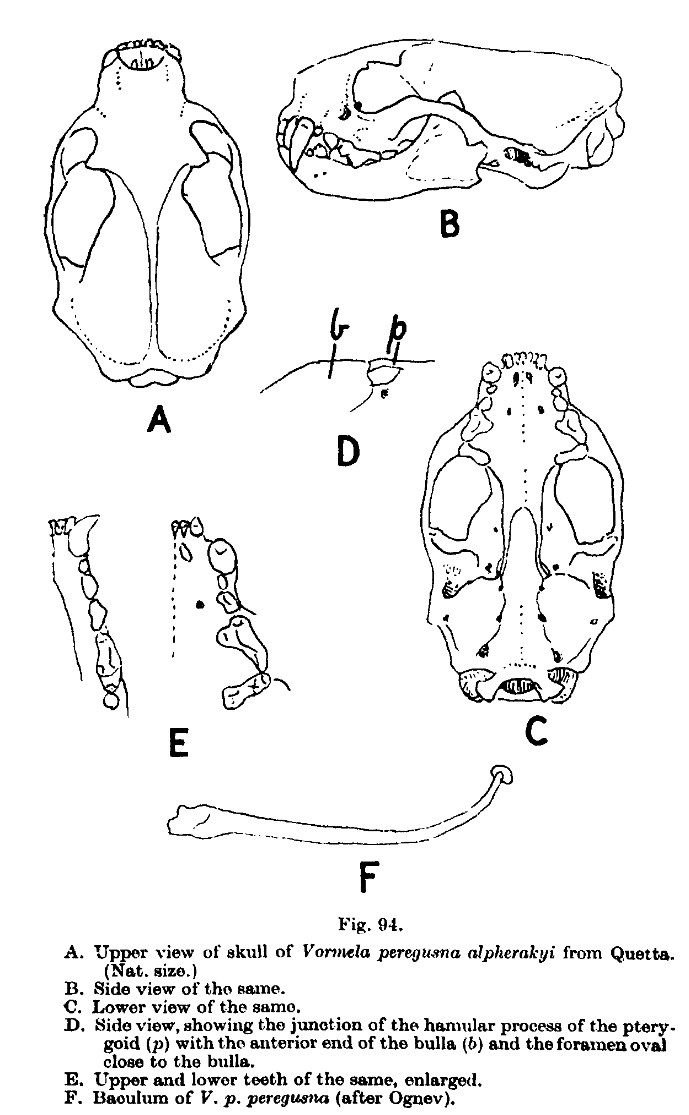
頭蓋骨と陰茎骨のイラスト。ポコックによる。The Fauna of British India, including Ceylon and Burma - Mammalia Vol 2

頭胴長は29cmから35 cmで、短い鼻づらととても大きな目立つ耳を持つ。四肢は短く、かぎ爪は長く頑丈。尻尾と尻尾の毛は長いが、全体の毛は短い。顔は黒と白の2色で、目の部分は黒い縞模様、口の周りは白い色合いになっている。背中の毛は黄色で、不規則な茶色または赤みがかった斑点がまだらにある。尻尾は濃い茶色で真ん中あたりに黄色がかった帯がある。腹と四肢は濃い茶色。メスは体重295gから600g、オスは320gから715g。

## 分類
V. peregusnaの亜種は次のものが含まれる。
- V. p. alpherakyi
- V. p. euxina
- V. p. negans
- V. p. pallidor
- V. p. peregusna
- V. p. syriaca

## 生態
マダライタチは朝から夕方にかけてが最も活発である。視力は弱いので、非常に発達した嗅覚に頼っている。鳴き声は危険を知らせる金切り声、不平または服従を示す長い金切り声に限られている。孤独を好み、縄張りは0.5km2から0.6km2と広範囲にわたる。普通、1つの隠れ家に留まるのは1回だけである。マダライタチ同士が出会ったとき、通常は互いに攻撃的である。
危険を感じたときは後肢を上にあげて逆立ちし、背中を弓なりに反らしつつ長い毛を逆立たせた尻尾を背中の前に巻く。頭もまた持ち上げて歯をむき出しにし、金切り声と短いシュッという声を出す。脅威を感じた場合は、尻尾の下にある肥大した肛門腺から悪臭を伴う分泌物を発して追い払うことができる。
巣穴を掘るなどの際には、マダライタチはあごと後ろ足で体を支えながら前足で地面を掘る。植物の根っこのような邪魔になるものは歯を使って引っ張り出す。
マダライタチは3月から6月のはじめにかけてゆっくりしたリズムの低いうなり声でつがいを見つける。妊娠期間は長く個体差が大きい(243日から327日)。出産は1月下旬から3月中旬に観察される。胚休眠(Delayed implantation)によって餌が豊富であるなどの良い状態のときに子供を生むことができる。一度の出産数は4匹から8匹の間である。子供の世話はメスだけが行う。子供は出産後38日から40日のうちに目を開き、50日から54日の間に乳離れし、61日から68日が経つと母親の下を離れる(分散する)。
マダライタチは開けた砂漠、半砂漠(semidesert)、高地の谷や低地の丘の乾燥した岩石地帯(semiarid rocky areas)、ステップ地帯、乾燥した亜熱帯の灌木地で見つけられる。山地には生息しない。メロンや果物の耕作地帯でも見つけられている。
大きなジリスやオオスナネズミ(Rhombomys opinus)、リビアスナネズミ(Meriones libycus)などのげっ歯類の巣穴はマダライタチの睡眠や繁殖に利用される。マダライタチ独自の巣を掘ったり、地下の灌漑用のトンネルにすむこともある。冬には巣穴の中を草でいっぱいにする。
マダライタチはジリス属、リビアスナネズミ、タビキヌゲネズミ、ハタネズミ、メクラネズミ(Spalax lecocon ehrenbergi)、ハツカネズミ、その他げっ歯類、小さなノウサギ、鳥、トカゲ、魚、カエル、カタツムリ、昆虫(甲虫とコオロギ)、果物や草を食べることで知られている。鶏や鳩のような飼育されている小さな鳥や、家の中にある燻製肉、チーズを盗むことも記録されている。

## 人間との関係
2008年、V. peregusnaは直近の10年間で生息数が少なくとも30%減少したことを受けて、IUCNのレッドリストで危急(vulnerable)に分類された。1996年からは軽度懸念とされていた。マダライタチの減少は生息環境の破壊(耕作)と餌となるげっ歯類の減少が原因と考えられている。
パキスタンでは、絶滅危惧種としてリストされている。
マダライタチはかつては毛皮目的で狩猟された。毛皮製品の世界では一般的にはフィッチ(fitch)、より具体的にはperwitskyとして知られている。
1945年、カーブルの商店主はげっ歯類を根絶させるためにマダライタチを飼っていると報告された。彼らの日誌にはマダライタチが脅威にさらされたときに発する強烈な匂いに対するいくつかの発達した反動が見られる。副作用は発熱から下痢と様々である。
マダライタチには他の名前があり、aladzhauzen (トルクメン), berguznya (クバン), chokha (カルムイク), fessyah (アラビア語で悪臭), abulfiss (アラビア), hu-yio (中国), myshovka (テレク・コサックの方言), pereguznya, pereguzka, perevishchik (ウクライナ), perevyazka (ロシア), perewiaske (ポーランド), alaca sansar, alaca kokarca, benekli kokarca (トルコ), suur-tyshkan (キルギス), putois marbré または putois de Pologne (フランス)、 Tigeriltis (ドイツ), mottled polecat (英語), sarmatier、Syrian marbled polecat、tiger polecat などが挙げられる。英語では文脈によって tiger weasel とも呼ばれる 。